# Manoir d'Agney
Le manoir d'Agney était une propriété située à Old Romney, dans le Kent possédé par le doyen et le chapitre de la cathédrale de Canterbury. Son origine remonte au VIIIe siècle et fut louée aux membres de la même famille pendant des centaines d'années, y compris à Sarah Churchill. La propriété est fréquemment désignée par Agney Court, Agne Court, Agnes Court ou même Aghne Court.

## Histoire
Le manoir peut avoir été la propriété accordé par le roi Offa à Ealdbeorht et Selethryth en 785. Il n'est pas recensé en tant que tel dans le Domesday mais un certain nombre de propriétés anonymes à Old Romney sont répertoriées comme appartenant à l'archevêque de Canterbury. Aghne Court, alias Old Romney court, est décrit comme le principal manoir de Old Romney. Il appartient au prieuré de Christchurch jusqu'à la dissolution des monastères. Henri VIII l'offre au doyen du chapitre de la cathédrale de Cantorbéry. Le manoir est laissé aux locataires pour plusieurs générations.
Au milieu du XVIe siècle, la propriété est louée à Stephen Thornhurst, puis à son fils, William Thornhurst, et à son petit-fils, Giffard Thornhurst, le premier et unique baronnet d'Agney. Sir Giffard épouse Susan Temple (sœur du régicide James Temple). Le seul fils du couple meurt peu après sa naissance et Sir Giffard en 1627. La propriété passe alors à leur fille, Frances, bien qu'elle ait été tenue par sa mère jusqu'à sa majorité. Frances épouse Richard Jennings et la propriété passe à leur fille, Sarah Churchill. Elle cède la propriété à George Spencer, 4ème duc de Marlborough, le manoir restera ensuite dans la famille Spencer pendant plusieurs années.
Le manoir est situé au sud-ouest de l'église St Clement.